# Stelis lindleyana
Stelis lindleyana är en orkidéart som beskrevs av Célestin Alfred Cogniaux. Stelis lindleyana ingår i släktet Stelis och familjen orkidéer. Inga underarter finns listade i Catalogue of Life.